# Blanfordimys bucharensis
Blanfordimys bucharensis је врста волухарице. 

## Распрострањење
Ареал врсте је ограничен на мањи број држава. Врста је присутна у следећим државама: Авганистан, Таџикистан и Узбекистан.

## Станиште
Станишта врсте су планине, полупустиње и пустиње. 

## Угроженост
Ова врста је наведена као последња брига, јер има широко распрострањење и честа је врста.